# Coripata
Coripata est une municipalité (municipio en espagnol) de Bolivie située dans la province de Nor Yungas (département de La Paz).

## Géographie

### Population
La municipalité compte 12 428 habitants (données de 2010).

### Cantons
La commune est divisée en trois cantons (données de 2001) :
- Arapata : 4 921 habitants
- Coripata : 5 534 habitants
- Milluhuaya : 989 habitants